# The Under Assistant West Coast Promotion Man

The Under Assistant West Coast Promotion Man est une chanson des Rolling Stones parue sur l'album Out of Our Heads en 1965. Elle est signée Nanker Phelge.

## Contexte et enregistrement
La chanson est enregistrée au cours de la session organisée aux studios Chess à Chicago. C'est la troisième fois que le groupe fréquente ce lieu qui a vu de nombreuses légendes américaines du blues venir enregistrer.
La plupart des chansons originales des Rolling Stones sont attribuées uniquement à Mick Jagger et Keith Richards en tant qu'auteurs, mais certaines de leurs premières chansons, dont "The Under Assistant West Coast Promotion Man", sont attribuées au groupe au complet. Au lieu de lister chaque membre dans le générique, ils se sont un peu amusés en énumérant l'écrivain sous le nom de "Nanker Phelge". Selon Keith Richards, « Nanker » est un nom inventé par Brian Jones, et « Phelge » était le surnom de quelqu'un qu'il a décrit comme « la personne la plus dégoûtante de tous les temps ».

## Parution et réception
La chanson est publiée pour la première fois le 6 juin 1965 sur la face B du single américain (I Can't Get No) Satisfaction qui atteint la première place. Elle est publiée sur l'album Out of Our Heads qui sort aux États-Unis le 30 juillet suivant, puis le 24 septembre au Royaume-Uni.
Une version plus longue avec des paroles ajoutées à la fin figurait sur les premiers pressages de Out Of Our Heads.

## Analyse
Cette chanson s'adresse aux initiés de l’industrie musicale qui travaillent sur la partie commercial – des gars qui n’ont rien de créatif à offrir, mais qui se considèrent importants dans le processus. Avec des titres alambiqués et de mauvais toupets, ces gars ont favorisé un stéréotype que les Rolling Stones ont joué dans cette chanson, décrivant un gars qui pense qu'il est bien plus important qu'il ne l'est en réalité.
La chanson a été directement inspirée par George Sherlock, responsable de la promotion de Decca Records aux Etats-Unis. Sherlock a été chargé de voyager avec les Stones lorsqu'ils étaient sur la côte ouest. Le groupe, étant mécontent du responsable, écrit cette chanson cinglante à son sujet. Les Stones ont fini par s'intéresser à Sherlock et cela ne les dérangeait pas de l'avoir avec eux.

## Musiciens
- Mick Jagger : chant, harmonica
- Keith Richards : guitare
- Brian Jones : guitare
- Bill Wyman : basse
- Charlie Watts : batterie
- Andrew Loog Oldham : production
- Ron Malo : ingénieur du son